# Anthene parallela
Anthene parallela är en fjärilsart som beskrevs av Aurivillius 1925. Anthene parallela ingår i släktet Anthene och familjen juvelvingar. Inga underarter finns listade i Catalogue of Life.